# Palthis hieronymus
Palthis hieronymus är en fjärilsart som beskrevs av William Schaus 1913. Palthis hieronymus ingår i släktet Palthis och familjen nattflyn. Inga underarter finns listade i Catalogue of Life.